# Университетский колледж Лондона
Университетский колледж Лондона, UCL (англ. University College London) — университет в Лондоне, один из самостоятельных членов «федерального» Лондонского университета. Учреждён в 1826 году как Лондонский университет (London University), старейшее учебное заведение такого уровня в Лондоне, чьи основатели вдохновлялись радикальными идеями Иеремии Бентама, первый в Англии университет, бывший полностью светским и принимавший студентов любого вероиспове́дания (а не только членов Церкви Англии). Здание было построено архитектором Уильямом Уилкинсом
В рейтинге университетов мира «QS World University Rankings» занимает 5-е место в Европе и Великобритании и входит в десятку лучших мировых университетов, согласно последнему ежегодному рейтингу QS, вышедшему в 2021 году.
UCL состоит из 10 факультетов, в рамках которых существует более 100 департаментов, институтов и исследовательских центров. UCL — ведущий центр биомедицинских исследований.
Основной кампус UCL расположен в районе Блумсбери в Центральном Лондоне. У UCL есть кампус в Дохе (Катар), специализирующийся на археологии и музееведении, а также школа энергетики и ресурсов в Аделаиде (Австралия).
UCL — член Ассоциации университетов Содружества, Ассоциации европейских университетов, Ассоциации исследовательских университетов, Группы «Рассел», UNICA и университетов Великобритании[уточнить]. Он входит в Золотой треугольник (Golden Triangle), представляющий собой группу элитных британских университетов: Оксфордский университет, Кембриджский университет, Университетский колледж Лондона, Лондонская школа экономики и Имперский колледж Лондона.

## История

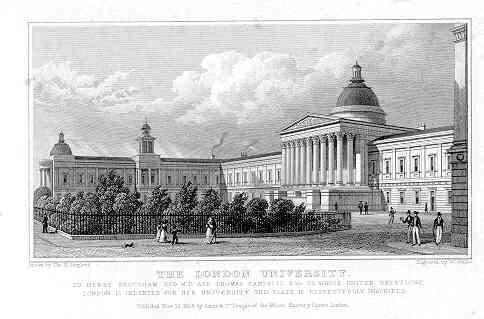
Университет Лондона нарисованный Томасом Шепердом в 1827 году.

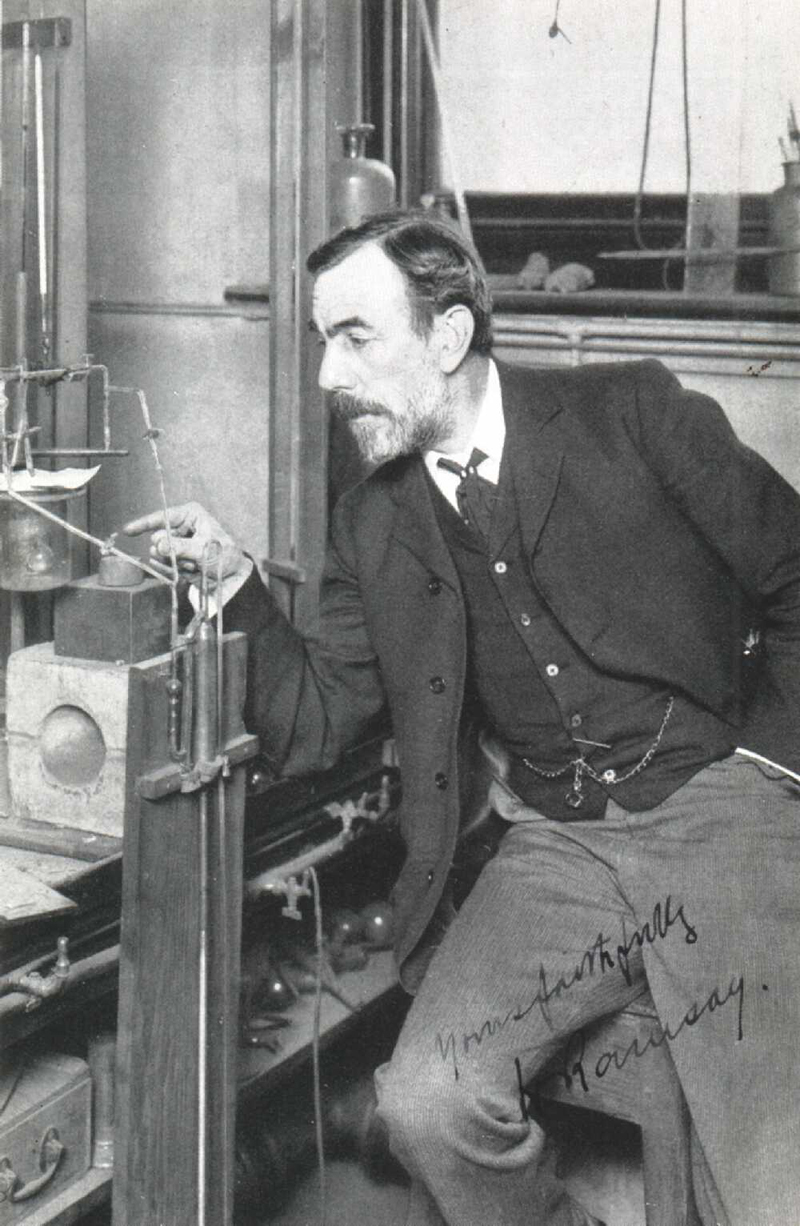
Уильям Рамзай считается отцом инертных газов.

### XIX век
UCL был основан 11 февраля 1826 года как «Лондонский университет» в качестве светской альтернативы англиканских университетов Оксфорда и Кембриджа. Философ Джереми Бентам считается духовным отцом UCL: его радикальные идеи в области образования и общества вдохновили основателей заведения шотландцев Джеймса Милля (1773—1836) и Генри Брума (1778—1868). В 1827 году была создана первая в Англии кафедра политики и экономики. В 1828 году университет одним из первых в мире предложил изучать английский язык как академический предмет.
В 1830 году при UCL была основана Школа Лондонского Университета (London University School), которая позже была переименована в Школу Университетского колледжа (University College School). В 1833 году был назначен первый профессор географии в Великобритании — капитан Александр Маконоки. В 1834 году открылся Госпиталь Университетского Колледжа (University College Hospital) как часть медицинского института UCL. В 1836 году Университет Лондона (London University) и Королевский Университет (King’s University) создали Лондонский университет (University of London), который состоял из двух колледжей Университетского и Королевского, так UCL и получил своё название Университетский Колледж Лондонского Университета, из-за повторения слова университет в его названии, его переименовали для созвучности в Университетский Колледж Лондона. В 1871 году была основана Школа изобразительных искусств Феликса Слейда. В 1878 году Университетский колледж Лондона стал первым британским университетом, который начал допускать женщин на равных условиях с мужчинами. В 1898 году профессор химии Уильям Рамзай открыл элементы криптон, неон и ксенон.

### XX век
Сэр Грегори Фостер стал первым проректором UCL в 1906 году. Тогда же было построено Крестообразное Здание (Cruciform Building), которое стало новым домом для госпиталя Университетского колледжа (University College Hospital). В 1907 году король Эдуард VII официально дал университету право выдавать учёные степени. В рамках этой реорганизации, все колледжи университета, в том числе UCL, потеряли свою юридическую самостоятельность. Как отмечают, по крайней мере институционально UCL долгое время был главным центром в Британии по преподаванию истории и философии науки, хотя и не на уровне бакалавриата. Сразу после Первой мировой войны в этом верховодил там Abraham Wolf и еще в 1924 году была учреждена степень магистра наук по «Принципам, истории и методу науки». После Второй мировой войны заведовать соотв. кафедрой будет Герберт Дингл.
Значительный ущерб был нанесён UCL бомбардировкой во время Второй Мировой войны: сильно пострадал Большой Зал (Great Hall) и лаборатории физики Кэри Фостера (Carey Foster Physics Laboratory). Первый студенческий журнал UCL, Pi Magazine, был опубликовал впервые 21 февраля 1946 года. В 1959 году был основан первый в мире Институт по изучению еврейской культуры (Institute of Jewish Studies). В 1966 году была создана Космическая Научная Лаборатория Мулларда (The Mullard Space Science Laboratory). В 1973 году в UCL было отправлено первое в мире электронное письмо.
В 1977 году королева Елизавета II восстановила юридическую независимость UCL, но не дала отдельного права присуждать свои учёные степени. В 1986 году к UCL присоединился Лондонский Институт Археологии (London Institute of Archeology). В 1988 году в UCL появились кафедры ларингологии, отологии и ортопедии, также открылся НИИ урологии, нефрологии и медицинской хирургии. С 1995 по 1997 год UCL основал институты словесности, офтальмологии, педиатрии и неврологии. В 1998 году была создана Медицинская Школа (UCL Medical School), в которой объединились все медицинские кафедры в UCL. В 1999 году в UCL была открыта Школа по изучению Восточной Европы и Славянских Культур (School of Slavonic and Eastern European Studies) и Стоматологический Институт Истмана (Eastman Dental Institute).

### XXI век

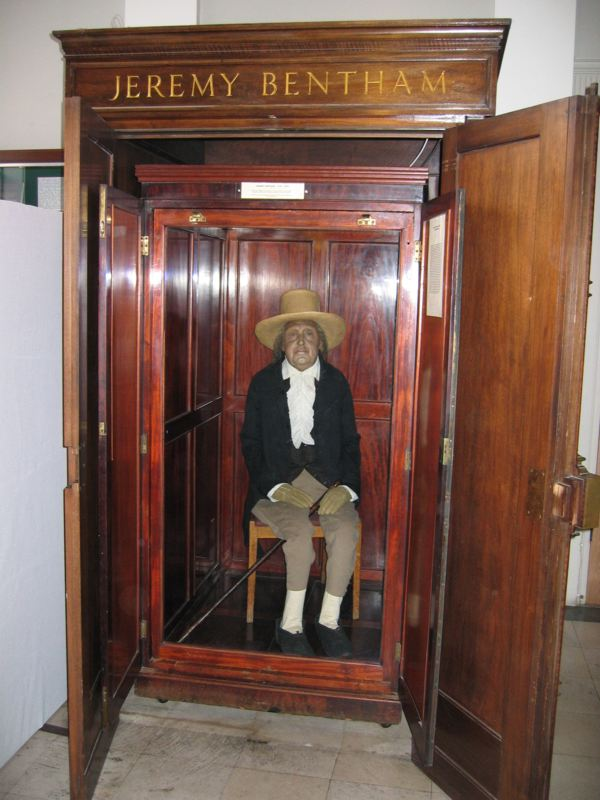
«Автоикона» Джереми Бентама (изготовленное по завещанию философа чучело с поначалу натуральной набальзамированной, а ныне восковой головой) размещена в главном холле UCL

В 2001 году был открыт Институт по изучению преступности Джила Дандо (Jill Dando Institute of Crime Science), который является единственным в мире центром по разработке программ, направленных на снижение мировой преступности. В 2003 году Имперский колледж Лондона и Университетский колледж Лондона вместе создали Лондонский центр нанотехнологий (The London Centre for Nanotechnology).
В 2002 году выдвигались предложения об объединении Университетского и Имперского колледжей Лондона с целью создания «Мирового Университета № 1». Этому воспротивился преподавательский состав, студенты и студенческие союзы обоих университетов, которые критиковали «неприличную поспешность и несогласование со студентами и преподавателями». От этой идеи отказались, проректор UCL сэр Дерек Робертс ушёл в отставку.
В 2005 году королева Елизавета II наградила UCL правом присваивать собственные учёные степени. В 2005 году UCL построил новое здание для госпиталя Университетского колледжа (University College Hospital), которое стало самой большой и современной больницей в Лондоне. Здание находится на Юстон-роуд, рядом с главным кампусом университета. В этом же году был открыт НИИ отоларингологии. В 2006 году Школа по изучению Восточной Европы и славянских культур (School of Slavonic and Eastern European Studies) переехала в новое, специально построенное здание на Тавитон-стрит.
В 2006 году был основан Институт здоровья ребёнка (Institute of Child Health), который стал крупнейшим подразделением новосозданного факультета биомедицинских наук. В 2007 году был учреждён Институт по изучению рака (Cancer Institute). В 2008 году UCL стал первым британским университетом, который подписал соглашение об основании кампуса в Австралии, где создали Школу энергетики и ресурсов (School of Energy & Resources).
В 2009 году UCL объявил, что присоединится к другим элитным учебным заведениям высшего образования в Великобритании, таким как Кембриджский университет и Лондонская школа экономики. Они решили, что для поступления в их университеты студенты должны сдать все экзамены как минимум на 97 %. В 2012 году открыли Школу фармацевтики (School of Pharmacy).

## Кампус
UCL расположен в центре Лондона в районе Блумсбери. Основной кампус — вокруг Гауэр-стрит (Gower Street), где находятся институты биологии, химии, экономики, техники, географии, истории, языков, математики, философии, политики, физики и медицинская школа. В этом же районе расположен Лондонский центр нанотехнологий (London Centre for Nanotechnology), Школа изобразительных искусств Феликса Слейда (Slade School of Fine Art), Союз студентов (Student Union), основная библиотека, научная библиотека, театр Блумсбери (BloomsburyTheatre), Музей Египетской Археологии Питри. На Юстон-роуд находится Стоматологический институт Истмана (Eastman Dental Institute), Институт рака (Cancer Institute), Институт по изучению преступности Джила Дандо (Jill Dando Institute of Crime Science), Институт археологии (London Institute of Archeology), Институт здоровья ребёнка (Institute of Child Health) и Космическая научная лаборатория Мулларда (The Mullard Space Science Laboratory). В этом же районе расположены факультеты антропогенной среды и юриспруденции, Школа фармацевтики (School of Pharmacy) и Школа по изучению Восточной Европы и славянских культур (School of Slavonic and Eastern European Studies).
В Клеркенуэлле расположен Институт офтальмологии (Institute of Ophthalmology), в Станмуре — Институт ортопедии и изучения опорно-двигательного аппарата (Institute of Orthopedics and Musculoskeletal Science), в Уиттингтоне расположен главный кампус Медицинской школы. Школа энергетики и ресурсов находится в Аделаиде, Австралия. С сентября 2010 года университет ведёт подготовительные программы по физике и математике в Университете Назарбаева в Астане, Казахстан.